# Andronikos Palaiologos (Megas Domestikos)
Andronikos Palaiologos (griechisch: Ἀνδρόνικος Κομνηνός Παλαιολόγος), mit vollem Namen Andronikos Dukas Komnenos Palaiologos (* um 1190; † 1248/52) war ein byzantinischer Adeliger und Feldherr, der Megas Domestikos und damit Oberkommandierender der Streitkräfte des Byzantinischen Reiches zu Nikaia (Nicaea), heute İznik in Anatolien und als Vater des Kaisers Michael VIII. Palaiologos zum Stammvater der Dynastie der Palaiologen wurde, die das Byzantinische Reich bis 1453 regierte.

## Herkunft
Andronikos Palaiologos stammt aus dem byzantinischen Adelsgeschlecht der Palaiologen, als dessen erster urkundlich greifbarer Vertreter Nikephoros Palaiologos auftritt, der 1078 General des Nikephoros III. Botaneiates, Kaiser des byzantinischen Reiches (1078–1081), sowie Dux (Gouverneur) des Themas Mesopotamien war und am 18. Oktober 1081 bei Durazzo im Kampf gegen die Normannen unter Robert Guiscard, Herzog von Apulien und Kalabrien (1059–1085), fiel. Die Familie zählte seitdem zu der Spitze der byzantinischen Militäraristokratie und verschwägerte sich früh mit den kaiserlichen Dynastien der Dukai und der Komnenen.
Der Vater des Andronikos Palaiologos war der Megas Doux Alexios Palaiologos, ein Sohn des Georgios Dukas Komnenos Palaiologos (* um 1125; † 1167/70 zu Adrianopel), der die Titel Sebastos, Pansebastos und Megas Hetairarches trug und 1166 an der Synode zu Konstantinopel teilnahm. Die Mutter des Andronikos war Irene Komnene. Sie war möglicherweise eine Tochter von Johannes Dukas Komnenos, der 1155 Dux von Zypern war und am 17. September 1176 in der Schlacht bei Myriokephalon fiel. Er war mit einer Tochter des Michael Taronites verheiratet. Der von Andronikos geführte volle Familiennamen „Dukas Komnenos Palaiologos“ reflektiert den Stolz, von den kaiserlichen Dynastien der Dukai und der Komnenen abzustammen und damit selbst zur kaiserlichen Familie im weiteren Sinn zu zählen.
Andronikos hatte einen älteren Bruder, Michael Palaiologos, der Megas Chartularios war und nach 1257 in Gefangenschaft verstarb. Auch er war eine dynastische Ehe eingegangen, da er mit einer Tochter des Alexios V. Dukas „Murzuphlos“ (Kaiser von Byzanz vom 5. Februar 1204 bis zum 13. April 1204) und der Eudokia Angelina († nach 1211), einer Tochter des Kaisers Alexios III. Angelos (1195–1203), verheiratet war.

## Leben

### Jugend
Über die Jugend von Andronikos Palaiologos ist nur wenig bekannt. Er erhielt zweifellos eine seinem Stand als Angehöriger einer der führenden Hochadelsfamilien von Konstantinopel entsprechende Erziehung und durchlief der Familientradition entsprechend eine militärische Laufbahn. Einen entscheidenden Einschnitt in der byzantinischen Geschichte – die Eroberung von Konstantinopel durch die Kreuzfahrer des Vierten Kreuzzuges im Jahre 1204 – hat er zweifellos Kind oder Jugendlicher miterlebt, wobei es seiner Familie offensichtlich gelang, sich nach dieser Katastrophe nach Nikaia an den Hof der byzantinischen Kaiser im Exil durchzuschlagen, wo Andronikos seine militärische Karriere begann und zum führenden General aufstieg.

### Megas Domestikos

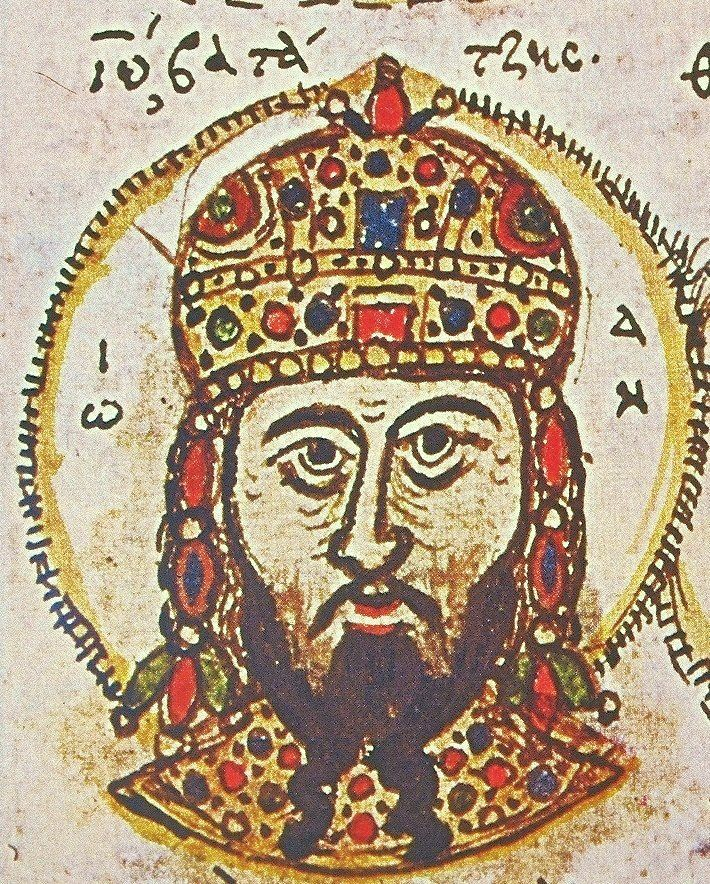
Johannes III. Dukas Vatatzes, Kaiser von Byzanz zu Nikaia, Souverän und Förderer von Andronikos Palaiologos

In Nikaia erlangte Andronikos den höchsten Rang in der militärischen Hierarchie des byzantinischen Reiches, da er zum Megas Domestikos, also zum Oberkommandierenden der gesamten byzantinischen Streitkräfte ernannt wurde, die den im Exil zu Nikaia residierenden Kaisern unterstanden. Es ist jedoch nicht ganz geklärt, ob ihm diese bedeutende Funktion bereits von Kaiser Theodor I. Laskaris (1204–1222) oder erst von dessen Nachfolger, Kaiser Johannes III. Vatatzes, kurz nach dessen  Machtübernahme übertragen wurde, wie der byzantinische Geschichtsschreiber und Universalgelehrte Nikephoros Gregoras (* um 1295; † 1359/61) in seiner umfangreichen „Rhomäischen Geschichte“ schreibt. Moderne Historiker halten Letzteres für wahrscheinlicher.
Nach dem Tod des Kaisers Theodor I. Laskaris im Jahre 1222 kam es zu Thronstreitigkeiten zwischen dessen Schwiegersohn und Nachfolger, Kaiser Johannes III. Vatatzes, und Isaak und Alexios Laskaris, den Brüdern des verstorbenen Kaisers. Diese Streitigkeiten führten schließlich zu einer „hochverräterischen“ Allianz zwischen den Brüdern Laskaris, die sich zum Sturz des Kaisers mit dem „Erbfeind“, dem  Kaiser des Lateinischen Kaiserreiches in Konstantinopel, Robert de Courtenay († 1228), verbündeten. Sie marschierten mit ihren Truppen an der Spitze der lateinischen Armee, stießen jedoch in der Region des Flusses Skamandros in der Landschaft Troas bei Poimanenon auf das Heer des Kaisers Johannes III., worauf es zur Schlacht von Poimanenon kam, in der die lateinische Armee besiegt, die Brüder Laskaris gefangen und geblendet wurden, um sie endgültig von einer Thronfolge auszuschließen.
Ein urkundlicher Nachweis dafür, dass Andronikos Palaiologos an der Schlacht teilnahm, liegt nicht vor, jedoch sprechen zwei Fakten eindeutig dafür: Er war der Megas Domestikos, also der Oberbefehlshaber der Truppen des Kaisers Johannes III.; sein Fehlen bei dieser Entscheidungsschlacht wäre daher kaum verständlich. Zudem wurde er nach der Schlacht von Johannes III. beauftragt, den Sieg zur Rückgewinnung der an die Lateiner verlorenen Gebiete in Anatolien zu nützen und die militärische Verwaltung dieser Gebiete zu übernehmen. Er dürfte dabei sehr erfolgreich gewesen sein, denn 1225 sah sich das Lateinische Kaiserreich gezwungen, zugunsten des Byzantinischen Reiches von Nikaia auf alle Besitzungen in Anatolien zu verzichten. Ausgenommen waren nur das Ostufer des Bosporus und der Stadt Nikomedia.
Wesentlich für den von Andronikos Palaiologos aktiv geförderten Aufstieg des Kaiserreiches zu Nikaia war, dass das rivalisierende westliche byzantinische Teilreich zu Thessaloniki einen wesentlichen Rückschlag erlitt. Dies, da Theodoros I. Komnenos Dukas Angelos (* 1180/85; † nach 1253 in nizänischer Haft) seit 1215 Despot von Epirus, seit 1224 Autokrator (Selbstherrscher) im Königreich Thessaloniki, seit 1225 Gegenkaiser von Byzanz gegen Ivan Asen II., den Zaren der Bulgaren (1218–1241) – als künftiger Schwiegervater des Erben des lateinischen Kaiserreiches seit 1228 zugleich auch Regent des Lateinischen Kaiserreiches war – in der Schlacht von Klokotniza im März 1230 eine vernichtende Niederlage erlitt und damit als Rivale für die Erneuerung des Byzantinischen Reiches ausfiel.
Inzwischen ging die Erweiterung des Herrschaftsbereiches von Nikaia unter der militärischen Leitung des Andronikos Palaiologos weiter. Die nikäanische Flotte besetzte Lesbos, Samos sowie Ikaria, und 1233 kommandierte Andronikos Palaiologos eine Militärexpedition gegen die Insel Rhodos, um den dort weitgehend unabhängig regierenden Gouverneur der Insel, Leon Gabalas, der den hohen Ehrentitel Kaisar trug, zur Unterwerfung unter das Byzantinische Kaiserreich von Nikaia zu zwingen.
Eine Änderung der regionalen strategischen Lage trat im Jahr 1231 durch die Wahl des greisen Johann von Brienne (* 1169/74; † 1237) zum Kaiser des Lateinischen Kaiserreiches zu Konstantinopel ein. Dieser hatte das Königreich Jerusalem von 1210 bis 1212 als König, von 1212 bis 1225 als Regent regiert und galt als der erfahrenste lateinische Feldherr und Staatsmann in der Levante. Durch diese Wahl verlor der bulgarische Zar Ivan Asen II. jede Hoffnung, Konstantinopel und damit das Lateinische Kaiserreich zu kontrollieren, wechselte daher die Seiten und schloss mit dem Kaiserreich von Nikaia ein militärisches Bündnis gegen das Lateinische Kaiserreich. Ein dauerhafter Nebeneffekt dieser Wende war es, dass der Zar die 1203 dem Papst unterstellte bulgarische Kirche der Kontrolle Roms entzog und erreichte, dass es zur Erneuerung und Anerkennung des autokephalen Status der Bulgarisch-orthodoxen Kirche und zur Weihe des Erzbischofs von Tarnovo zum Patriarchen kam, der formal dem Patriarchen von Konstantinopel unterstellt war. Der diesbezügliche Vertrag wurde 1235 in dem kurz zuvor von Andronikos eroberten Kallipolis unterzeichnet und durch die Ehe von Helena Asenina (* 1224; † 1254), der Tochter des Zaren, mit dem Sohn des Kaisers Johannes III., dem künftigen Kaiser Theodor II. Dukas Laskaris (Vatatzes) (1254–1258), besiegelt.
Kaiser Johannes III. unternahm 1242 eine Militärexpedition nach Makedonien, deren Planung und Durchführung dem Megas Domestikos Andronikos Palaiologos oblag. Das Ziel war Thessaloniki, wo Johannes Komnenos Dukas, der Sohn des inzwischen von den Bulgaren freigelassenen Gegenkaisers Theodoros I. Angelos, seit 1237 regierte. Dieser Feldzug wurde jedoch abgebrochen, als sich alarmierende Meldungen über den Einbruch der Mongolen auf byzantinisches Gebiet bestätigten. Nach einem raschen Friedensschluss mit Johannes Komnenos Dukas, der sich formell Kaiser Johannes III. unterwarf, zog sich die byzantinische Armee unter dem Kommando von Andronikos Palaiologos zurück, um sich auf die Abwehr der Mongolen vorzubereiten.
Dank der massiven Gefährdung des Reiches durch die Mongolen wurde 1243 ein Bündnis mit dem östlichen „Erbfeind“ des byzantinischen Reiches, dem Sultanat der Rum-Seldschuken zu Ikonion geschlossen. Inzwischen hatten die Mongolen 1242 das zweite Bulgarische Reich besiegt und ebenso wie das Sultanat der Rum-Seldschuken und auch das 1204 entstandene byzantinische Kaiserreich Trapezunt zur Unterwerfung und zu Tributzahlungen gezwungen. Durch den überraschenden Rückzug der Mongolen blieb das Kaiserreich von Nikaia verschont und gewann dadurch erheblich an Ansehen und Einfluss. Diese Lage nützte Kaiser Johann III. zu einem Feldzug auf den Balkan. Dort war die bisher dominierende Macht der Bulgaren durch die Niederlage gegen die Mongolen sowie durch die dynastische Lage geschwächt. Der mächtige Zar Ivan Asen II. war 1241 gestorben, seine Erben waren Kinder. Auf seinen zwölfjährigen Sohn Kaliman, der von 1241 bis 1246 regierte, war 1246 dessen noch jüngerer Halbbruder Michael II. († 1256) als Zar gefolgt.
Die Planung und Durchführung des Feldzuges wurde dem Megas Domestikos Andronikos Palaiologos als Oberkommandierendem der byzantinischen Truppen übertragen. Ohne Widerstand konnten den Bulgaren die Gebiete abgenommen werden, die sie zuvor dem westgriechischen Kaiserreich von Thessaloniki entrissen hatten. Die Armee stieß über Thrakien nach Makedonien vor und konnte kampflos in Thessaloniki einziehen, wo die Söhne des geblendeten früheren Gegenkaisers Theodoros I. Angelos eine schwache Herrschaft ausübten. Theodoros erhielt zum Trost einen ansehnlichen Landbesitz bei Voden, dessen Sohn Demetrios Komnenos Dukas (* 1225; † 1246), der seit 1244 in Thessaloniki regierte, wurde als Gefangener nach Kleinasien gebracht und das frühere byzantinische Teilreich Thessaloniki dem byzantinischen Reich zu Nikaia einverleibt.

### Generalgouverneur der europäischen Territorien
Kaiser Johannes III. ernannte seinen verdienten Feldherrn Andronikos Palaiologos zum Dank für seinen wesentlichen Beitrag zur Konsolidierung des Kaiserreiches von Nikaia im Dezember 1246 zum Generalgouverneur („praetor“) der gesamten europäischen Besitzungen des nikäischen Kaiserreiches. Andronikos schlug daher seine Residenz in Thessaloniki auf, während Kaiser Johannes III. in seine Hauptstadt Nikaia zurückkehrte.
Während seiner Amtszeit als Generalgouverneur gab Andronikos seinem ältesten Sohn Michael Palaiologos – dem künftigen Kaiser Michael VIII. Palaiologos – Gelegenheit, umfassende politische Erfahrungen zu sammeln, indem er ihn als Gouverneur von Melenikon (heute Melnik im Südwesten Bulgariens) und später als Gouverneur von Serres (heute in der griechischen Region Zentralmakedonien) einsetzte.

### Ableben
Der genaue Zeitpunkt des Todes von Andronikos Palaiologos ist nicht bekannt. Er trat gegen Ende seiner Tage in ein Kloster ein, wo er als Mönch Arsenios zwischen 1248 und 1252 verstarb. Sein Nachfolger als Megas Domestikos war sein Schwiegersohn Nikephoros Tarchaneiotes.

## Ehen und Nachkommen

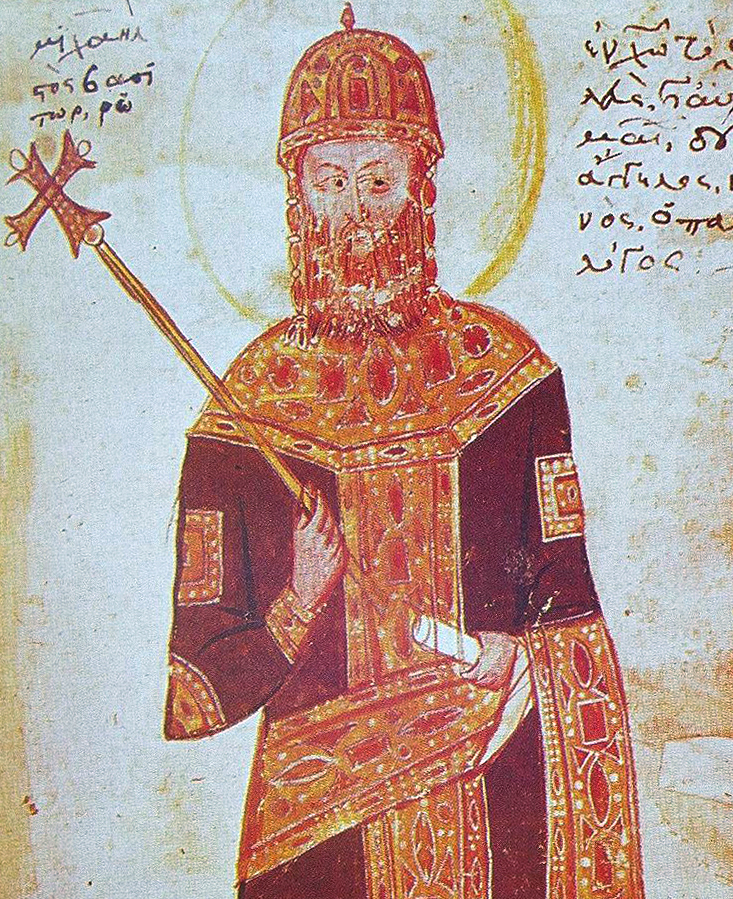
Michael VIII. Kaiser von Byzanz, Sohn des Andronikos Palaiologos

### Ehen
Andronikos Palaiologos heiratete in erster Ehe um 1216 eine entfernte Cousine namens Theodora Komnene Palaiologina (* um 1200; † als Nonne Theodosia). Sie war die Tochter des Alexios Komnenos Palaiologos, der 1199 mit dem Titel Despotes zum Thronfolger seines Schwiegervaters, des Kaisers Alexios III. Angelos ernannt wurde, aber bereits zwischen 1201 und 1204 verstarb. Die Mutter der Ehefrau des Andronikos war Irene Komnene Angelina, die älteste Tochter des Kaisers Alexios III. Angelos und der Euphrosine Dukaina Kamaterina. Andronikos heiratete nach dem Tod seiner ersten Gemahlin ein zweites Mal, der Name und die Herkunft dieser Frau sind jedoch unbekannt.

### Nachkommen
Aus 1. Ehe:
1. Michael VIII. Palaiologos (mit vollem Namen: Michael VIII. Dukas Angelos Komnenos Palaiologos; * 1223; † 11. Dezember 1282) Kaiser von Byzanz (1259–1282), seit 1261 wieder in Konstantinopel;  Stammvater der Dynastie der Palaiologen, die das Byzantinische Reich bis zum Fall von Konstantinopel im Jahre 1453 regierte.
2. Johannes Dukas Palaiologos († 1274) wurde 1258 Megas Domestikos, 1259 Sebastokrator, 1261–1263 Despotes, ⚭ I. Ne Philantropene, ⚭ II.1259 Ne Tornikaine, Tochter des Konstantinos Tornikios
  1. Anna Komnene Dukaina Palaiologina  Philantropene (aus I. Ehe); † als Nonne Anthusa (um 1280) ⚭ um 1267 Nikolaos Komnenos Dukas Angelos Bryennios Maliasenos; † als Mönch Joassaph um 1280
  2. Konstantin Tornikes Palaiologos (aus II. Ehe), Megas Drungarios, cl. 1326, ⚭ Ne (Kinder)
3. Maria Palaiologina, trug den Titel „Protosebastissa“ (* um 1216; † vor 1266 als Nonne Martha) ⚭ 1237 Nikephoros Tarchaneiotes, Feldherr, um 1254–1258 und neuerlich ab 1260 Megas Domestikos; † um 1266 (Nachkommen)
4. Eirene Komnene Palaiologina (* um 1218; † als Nonne Eulogia Anfang Dezember 1285) ⚭ Johannes Komnenos Angelos Kantakuzenos, Dux des Themas Thrakien, Pinkernes; † als Mönch Johannikios vor 1257 (Nachkommen),
5. Konstantin Angelos Komnenos Dukas Palaiologos erhielt 1259 den Titel Kaisar (Caesar), 1260 Sebastokrator, 1262–1264 Feldherr auf dem Peloponnes; † als Mönch Kallinikos um 1271, ⚭ 1259/60 Eirene Komnene Laskarina Kantakuzene Branaina; † als Nonne Maria um 1271, Tochter von N Branas, Strategos und der Ne Kantakuzene. (Nachkommen)

Aus 2. Ehe oder außerehelich:
1. Ne Palaiologina (Tochter) ⚭ Shams-ed-Din, Sohn von Izz Ad-Din Kai Kaus I. von 1211 bis 1220 Herrscher des seldschukischen Sultanats von Rum zu Ikonion (Konya) (Nachkommen: Die Familie Sultanoi-Palaiologoi)